# دیوید ریسمن
دیوید ریسمن (انگلیسی: David Riesman؛ ‏ ۲۲ سپتامبر ۱۹۰۹ - ۱۰ مه ۲۰۰۲) جامعه‌شناس و استاد ارتباطات آمریکایی بود. کتاب معروفش «جماعت تنها» بود که در سال ۱۹۵۰ منتشر شد.
وی یکی از اندیشمندانی است که رسانه‌های مکتوب را «انتقال اطلاعات از طریق اشیاء فیزیکی» تعریف می‌کنند.

## ادوار تمدن بشر
ریسمن تاریخ تمدن بشریت را از روزنه ارتباطات مورد بررسی قرار داده و سه مرحله یا دوران را مورد بازشناسی قرار می‌دهد.

### دوران اول
دورانی که سنت‌ها به مثابه شیوه‌هایی تقدس یافته تسلسل، میان نسل‌ها را از گذشته تا به حال برقرار می‌کند. ارتباط بین نسلی از طریق سنت‌ها صورت می‌گیرد و این امر به وحدت و هویت گروه‌های انسانی منجر می‌شود.
در این دوران سنت‌ها به عنوان راهکارها و شیوه‌هایی از زندگی به ارث رسیده گذشتگان به‌شمار می‌روند. جامعه سنت راهبر همانهایی هستند که گذشتگان ترسیم کرده‌اند لذا سنت‌ها مشخص کننده نحوه عمل انسان‌اند.
جامعه از تحرک چندانی برخوردار نیست، خلاقیتی وجود ندارد آینده آن خبری است که گذشتگان گفته‌اند: به نظر ریسمن جوامع باستانی که از یک سو با محدودیت و کمیابی مواجه هستند و از سوی دیگر با افزایش شدید جمعیت، سنت‌ها نقش تعادل‌بخشی برای ادامه حیات جامعه را ایفا می‌کنند چون سنت‌ها داعیه جنگ و قربانی کردن انسان‌ها برای خدایان را دارند همچون زنده به گورکردن بچه‌ها. این امر بر اساس قوانین و قواعد سنتی لازم‌الاجرا بوده و حیات جامعه را تضمین
می‌کند.

### دوران دوم
این دوره عصر انسان خردگرا نام دارد. از نظر ریسمن این دوران با کاهش اهمیت سنت‌ها مواجه است. در این دوران همه انسان‌ها از الگوهای یکسانی تبعیت نمی‌کنند؛ لذا تاریخ بشری شاهد پیدا شدن انسان‌هایی است که خود راهبر خویش هستند.
انسان با تکیه بر عقل و اندیشه و تفکر خود راه خود را پیدا می‌کند و براساس اندیشه خود- راه عمل و کوشش لازم را می‌یابد نه براساس آموزه‌های گذشتگان. از آنجا که انسان خود مسیر آینده را مشخص می‌کند، عواقب آن نیز متوجه اوست.
این دوران را باید دوران التهاب- هراس و سرزنش‌های بی‌پایان نامید. چرا که آینده نامعلوم است و انسان به تنهایی در برابر آن قرار دارد؛ دوران تجربه و خطاست. از نظر ریسمن این دوران چندین قرن طول می‌کشد و شامل عصر رنسانس- حرکت‌های اصلاح مذهبی، انقلاب صنعتی و سیاسی قرن ۱۷-۱۸-۱۹ را دربر می‌گیرد. در این مرحله جامعه در هر فرد قطب‌نمای درونی ایجاد می‌کند تا راه خود را بیابد.
جامعه توانایی نوآوری در خود را تقویت می‌کند، عصر انسان درون راهبر با تکمیل و تکوین صنعت چاپ قدرت و قوت بیشتری پیدا می‌کند، نظام آموزش و پرورش و آموزش‌های خانوادگی در درون خانواده‌ها به شکل نظام‌مند به پرورش انسان‌های عقل محور کمک می‌کند و در پرتو این فرایند علوم پیشرفت می‌کنند.
پیشرفت‌های زیادی در زمینه‌های مختلف پزشکی، کشاورزی و صنعتی صورت می‌گیرد. در این دوران کمیابی وجود ندارد به این ترتیب نوعی تعادل در زندگی پیدا می‌شود و چون کمیابی نیست فشار سنت‌ها کم شده است.
ویژگی این دوران جدایی از وابستگی‌های قومی و جمعی است ریشه گرفتن گرایش‌های فردگرایی- عقلانی و حساب‌گرانه است. فرد با تکیه بر ابتکارات خود که از طریق آموزش‌های بزرگسالان که در خانواده آموخته است با جامعه ارتباط پیدا می‌کند. سنت‌ها تا حدودی خود را حفظ می‌کنند. اما نقش اساسی در حیات بشری ایفا نمی‌کنند.

### دوران سوم
عصر انسان دگرراهبر یا آدمیان دگرنگر: ریسمن این دوره را متقارن با ظهور ارتباط جمعی می‌داند. به نظر او انسان دگرراهبر دیگر تحت تأثیر شیوه‌های آموزش و پرورش و خانواده‌ها نیست بلکه شخصیت فرد تحت تأثیر دیگران شامل گروه‌های دوستی، همکاران و همسالان، نقش می‌پذیرد.
وسایل ارتباط جمعی این نقش را تکمیل و تقویت می‌کند. ریسمن می‌گوید: تمامی افراد در دوران دگرراهبر در یک چیز اشتراک دارند و آن هم نوع و نحوه نگرش ذهنی‌شان در ارتباط با همنوعانشان شکل می‌گیرد. انسان دگرراهبر برای یافتن هویت خود به تأیید دیگران نیاز دارد به همین دلیل خود را به دامن توده‌ها می‌اندازد و تلاش می‌کند تا با دیگران همرنگ شود. او می‌گوید: آنچه در میان همهٔ آدمیان دگرنگر مشترک است، این است که آدمیان معاصرِ دیگر، مرجع و سرچشمه رفتار آنانند.
وسایل ارتباط جمعی در جهت همسان کردن رفتارها به کار می‌افتد. پیشرفت در این جامعه وابسته به نظرات دیگران است و انسان سعی می‌کند تا شناخت خود را از طریق تصورات دیگران نسبت به خود به دست آورد. در این چنین جامعه‌ای خانواده‌ها قدرت تأثیرگذاری خود را از دست می‌دهند.
خانواده‌ها فرزندان را ترغیب می‌کنند تا در تمامی موارد بهتر عمل کنند و موفق شوند چون خود الگویی ارائه نمی‌دهند. به وسایل ارتباطی جمعی رجوع می‌کنند و بچه‌ها را به این وسایل می‌سپارند.
از آنجا که دیگر هنجاری برای حصول بر موفقیت وجود ندارد لذا انسان‌ها منفعل و تاثیرپذیر شده تحت نفوذ رسانه‌ها سعی می‌کنند خود را با جامعه همرنگ کنند در نتیجه توده‌های تنها در شهرهای بزرگ شکل می‌گیرد.